# (4555) 1987 QL
(4555) 1987 QL là một tiểu hành tinh vành đai chính. Nó được phát hiện bởi Stephen Singer-Brewster ở Đài thiên văn Palomar ở Quận San Diego, California, ngày 24 tháng 8 năm 1987.